# Anna av Preussen (1576–1625)
Anna av Preussen (tyska: Anna von Preußen), född 3 juli 1576 i Königsberg i Preussen, död 30 augusti 1625 i Berlin i Brandenburg, var en kurfurstinna av Brandenburg och hertiginna av Preussen genom giftermålet med Johan Sigismund som ägde rum 1594. Hon var dotter till hertig Albrekt Fredrik och hans fru Maria Eleonora, och mormor till drottning Kristina.

## Biografi

### Kurfurstinna
Anna gifte sig den 30 oktober 1594 med kurfurst Johan Sigismund. Äktenskapet arrangerades för att utöka Brandenburgs territorier; Anna var arvtagare till Preussen, och även till Kleve, Jülich och Berg, Mark och Ravensberg. Genom henne kom en del av dessa områden under Brandenburg efter jülichska tronföljdskriget. 
Anna beskrivs som intelligensmässigt överlägsen maken, temperamentsfull och viljestark, dock inte som vacker. Hon rapporteras ha kastat tallrikar och glas på maken under konflikter. Hon skötte själv förhandlingarna för att få kontroll över sina arvområden och framlade saken för kejsaren 1612. Då maken blev kalvinist kom hon att representera lutheranerna. Hon ogillade starkt makens konvertering och gjorde klart att hon inte motsatte sig offentliga protester mot den.

### Senare liv
Hon fortsatte att spela en inflytelserik roll under sonen Georg Vilhelms regeringstid. Hon motarbetade Habsburg och arbetade för att hennes eget arvland Preussen borde överlåtas till hennes yngre son Johan Sigismund snarare än hennes äldre. Hon fortsatte stödja lutheranerna i Berlin under sin sons regeringstid och motarbetade hans religionspolitik genom att uppmuntra ett lutherskt hovparti och lutherska missionärer i Berlin.
Hon arrangerade 1620 äktenskapet mellan dottern Maria Eleonora och Gustav II Adolf av Sverige mot sonens vilja. Hon följde med Maria Eleonora till Sverige, och stannade kvar där under de första åren av äktenskapet.

## Galleri

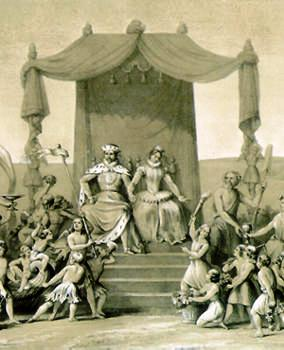
Allergori över de landområden som förenades under Brandenburg genom Anna av Preussen.